# ペチョラ川
ペチョラ川（ペチョラがわ、ロシア語: Печора, コミ語: Печӧра, ネネツ語: Санэроˮ яха, Pechora）は、ヨーロッパ・ロシア北部の川である。コミ共和国とネネツ自治管区を流れ、全長1,809km、流域面積は322,000km2におよぶ。

太くなっている場所がペチョラ川の流路。

ウラル山脈北部から西に流れ出た後、山脈の西麓に沿って北に流れる。ペチョラ市を通過してから、一旦西に折れた後、再び北に流れ、ナリヤン・マルを経て、バレンツ海に面するペチョラ湾に注ぐ。
1年のうち大部分の期間は凍結するものの、夏の間は船舶が航行可能である。